# 2137 Прісцилла
2137 Прісцилла (2137 Priscilla) — астероїд головного поясу, відкритий 24 серпня 1936 року.
Тіссеранів параметр щодо Юпітера — 3,163.